# DDR-Meisterschaften im Hallenfaustball 1959/60
Die DDR-Meisterschaften im Hallenfaustball 1959/60 waren die achte Austragung der DDR-Meisterschaften der Männer und Frauen im Hallenfaustball der DDR in der Saison 1959/60. Die Meisterschaftsfinalspiele der Männer fanden am 5./6. März 1960 in Magdeburg statt, die Meisterschaften der Frauen am 12./13. März 1960 in der Senftenberger Aktivist-Sporthalle.

## Frauen
Die Mannschaften waren in drei Staffeln eingeteilt. Lok Görlitz (zuvor Staffel 1) und Lok Köthen (zuvor Staffel 2) tauschten die Staffeln, ebenso wie Motor Rathenow (zuvor Staffel 2) die Staffel mit der SG Leipzig-Eutritzsch (Staffel 3) tauschte, wobei letztere den Startplatz von Stahl Megu Leipzig übernahmen, da die Mannschaft von Stahl zur SG Eutritzsch wechselte. Außerdem wurden die drei Absteiger durch Aufsteiger aus der Liga ersetzt.
Für die Meisterschaftsspiele qualifizierten sich die beiden Besten jeder Staffel.
Die Spieltage waren wie folgt terminiert:
1. Spieltag
- Staffel I: 5./6. Dezember 1959 in Großenhain
- Staffel II: 7. Februar 1960 in Staßfurt
- Staffel III: 29. November 1959 in Erfurt

2. Spieltag
- Staffel I: 24. Januar 1960 in Großenhain
- Staffel II: 21. Februar 1960 in Staßfurt
- Staffel III: 20. Februar 1960 in Erfurt, Thüringenhalle[4]

Endstand
| Mannschaft             | Punkte |
| ---------------------- | ------ |
| Motor Görlitz Mitte I  | 14:2   |
| Lok Köthen             | 12:4   |
| Rotation Dresden Mitte | 10:6   |
| ISG Hirschfelde (N)    | 4:12   |
| Motor Görlitz Mitte II | 0:16   |

| Mannschaft            | Punkte |
| --------------------- | ------ |
| SG Leipzig-Eutritzsch | 14:2   |
| Lok Schwerin          | 12:4   |
| Motor Rostock         | 10:6   |
| Lok Görlitz           | 4:12   |
| Aktivist Staßfurt (N) | 0:16   |

| Mannschaft           | Punkte |
| -------------------- | ------ |
| Empor Barby (M)      | 16:0   |
| Motor Rathenow       | 12:4   |
| Medizin Weimar       | 8:8    |
| Motor West Suhl      | 4:12   |
| Motor Zeiss Jena (N) | 0:16   |

Auf-/Abstieg: Der letzte jeder Staffel stieg in die Liga ab. In den Aufstiegsspielen der Gruppe West setzte sich Chemie Jena durch, Motor Dresden Ost aus der Gruppe Süd. Rotation Berlin stieg zur nächsten Saison ebenfalls in die Oberliga auf.
Liga/Aufstiegsspiele
| Mannschaft | Punkte |
| ---------- | ------ |
|            |        |
|            |        |
|            |        |
|            |        |

| Mannschaft              | Punkte |
| ----------------------- | ------ |
| Motor Dresden Ost       | 4:2    |
| Aktivist Böhlen         | 3:3    |
| Motor Oberfrohna        | 3:3    |
| Chemie Weißwasser Mitte | 2:4    |

| Mannschaft        | Punkte           | Bälle            |
| ----------------- | ---------------- | ---------------- |
| Chemie Jena       | 4:0              | 65:32            |
| Einheit Halle     | 0:4              | 32:65            |
| Medizin Weimar II | nicht angetreten | nicht angetreten |

Finalspiele
| Lok Köthen            | – | SG Leipzig-Eutritzsch | 20:18 |
| Lok Köthen            | – | Lok Schwerin          | 25:13 |
| Lok Köthen            | – | Motor Görlitz Mitte   | 27:26 |
| Lok Köthen            | – | Motor Rathenow        | 17:11 |
| Lok Köthen            | – | Empor Barby           | 14:32 |
| Empor Barby           | – | Motor Görlitz Mitte   | 29:14 |
| Empor Barby           | – | Motor Rathenow        | 27:21 |
| Empor Barby           | – | Lok Schwerin          | 19:18 |
| Empor Barby           | – | SG Leipzig-Eutritzsch | 15:11 |
| Lok Schwerin          | – | Motor Görlitz Mitte   | 19:16 |
| Lok Schwerin          | – | SG Leipzig-Eutritzsch | 19:18 |
| SG Leipzig-Eutritzsch | – | Motor Görlitz Mitte   | 23:21 |
| SG Leipzig-Eutritzsch | – | Motor Rathenow        | 19:13 |
| Motor Görlitz Mitte   | – | Motor Rathenow        | 21:18 |
| Motor Rathenow        | – | Lok Schwerin          | 23:14 |

| Platz | Mannschaft            | Punkte | Bälle Diff |
| ----- | --------------------- | ------ | ---------- |
| 1.    | Empor Barby (M)       | 10:0   | 122:78 +44 |
| 2.    | Lok Köthen            | 8:2    | 103:100 +3 |
| 3.    | Lok Schwerin          | 4:6    | 83:101 -18 |
| 4.    | SG Eutritzsch         | 4:6    | 89:88 +1   |
| 5.    | Motor Görlitz Mitte I | 2:8    | 98:116 -18 |
| 6.    | Motor Rathenow        | 2:8    | 86:98 -12  |

## Männer
Die Mannschaften waren in drei Staffeln eingeteilt, die bis auf die Auf- und Absteiger die Einteilung der Vorsaison beibehielten.
Für die Meisterschaftsspiele qualifizierten sich die beiden Besten jeder Staffel.
Die Spieltage waren wie folgt terminiert:
1. Spieltag
- Staffel I: 5./6. Dezember 1959 in Großenhain
- Staffel II: 13. Dezember 1959 in Leipzig (oder 28. November 1959 in Leipzig[8])
- Staffel III: 29. November 1959 in Erfurt

2. Spieltag
- Staffel I: 24. Januar 1960[3] in Dresden
- Staffel II: 2. Januar 1960[9] Güstrow
- Staffel III: 10. Januar 1960 in Staßfurt

Die Zusammensetzung der Staffel 1 blieb gleich, nur Absteiger Aktivist Freienhufen wurde durch die ISG Hirschfelde II als Aufsteiger ersetzt. 
In Staffel 2 ersetzte Aufsteiger Lok Schwerin Absteiger Lok Bitterfeld. In Staffel 3 wurde Absteiger Motor Erfurt West II durch den Aufsteiger Traktor Schleusingen ersetzt.

Die Mannschaften von Stahl Megu Leipzig (Sektion aufgelöst) und Motor Zwickau Süd verließen die Oberliga. Sie wurden durch Aktivist Staßfurt und die zweite Mannschaft von Empor Rudolstadt ersetzt. Dadurch waren Verschiebungen zwischen den Staffel 2 und 3 erforderlich.
Endstand
| Mannschaft             | Punkte |
| ---------------------- | ------ |
| ISG Hirschfelde I (M)  | 18:2   |
| Fortschritt Zittau     | 15:5   |
| Lok Dresden            | 12:8   |
| ISG Hirschfelde II (N) | 6:14   |
| Motor Rochlitz         | 6:14   |
| Motor Dresden Ost      | 3:17   |

| Mannschaft         | Punkte |
| ------------------ | ------ |
| Lok Wittstock      | 17:3   |
| Wissenschaft Halle | 16:4   |
| Lok Schwerin (N)   | 11:9   |
| Empor Barby        | 7:13   |
| LVB Leipzig        | 5:15   |
| Lok Güstrow        | 4:16   |

| Mannschaft               | Punkte | Bälle        |
| ------------------------ | ------ | ------------ |
| Fortschritt Glauchau     | 16:4   | 341:238 +103 |
| Empor Rudolstadt I       | 16:4   | 335:246 +69  |
| Aktivist Staßfurt (N*)   | 10:10  | 267:310 -43  |
| Motor Erfurt West        | 7:13   | 237:314 -77  |
| Empor Rudolstadt II (N*) | 6:14   | 278:291 -13  |
| Traktor Schleusingen (N) | 5:15   | 250:309 -59  |

Auf-/Abstieg: Der letzte jeder Staffel stieg in die Liga ab. Bei den Aufstiegsspielen setzte sich in der Gruppe West Einheit Halle durch. Aus den südlichen Bezirken konnte Aktivist Freienhufen den sofortigen Wiederaufstieg erreichen.
Liga/Aufstiegsspiele
| Mannschaft | Punkte |
| ---------- | ------ |
|            |        |
|            |        |
|            |        |
|            |        |

| Mannschaft               | Punkte | Bälle       |
| ------------------------ | ------ | ----------- |
| Aktivist Freienhufen (A) | 10:0   | 171:100 +71 |
| Fortschritt Hohenstein   | 8:2    | 171:120 +51 |
| Motor Leipzig-Mockau     | 4:4    | 143:135 +8  |
| Freienwalde              | 2:6    | 121:186 -65 |
| Radeberg                 | 0:8    | 97:162 -65  |

| Mannschaft         | Punkte | Bälle      |
| ------------------ | ------ | ---------- |
| Einheit Halle      | 6:0    | 102:69 +33 |
| Motor West Erfurt  | 4:2    | 76:80 -4   |
| Chemie Jena        | 2:4    | 83:85 -2   |
| Motor Schleusingen | 0:6    | 67:94 -27  |

Finalspiele
Sonnabend, 5. März 1960
- HSG Wissenschaft Halle – Empor Rudolstadt 21:39
- Fortschritt Zittau – Lok Wittstock 32:36
- ISG Hirschfelde – Fortschritt Glauchau 45:18
- Lok Wittstock – Empor Rudolstadt 34:28
- ISG Hirschfelde – Fortschritt Zittau 36:33

Sonntag, 6. März 1960

Ergebnisse nicht bekannt
Um Platz 3 wurde aufgrund Punktgleichheit ein Entscheidungsspiel notwendig.
| Platz | Mannschaft             | Punkte |
| ----- | ---------------------- | ------ |
| 1.    | ISG Hirschfelde (M)    | 10:0   |
| 2.    | Lok Wittstock          | 8:2    |
| 3.    | Empor Rudolstadt       | 4:6    |
| 4.    | Fortschritt Zittau     | 4:6    |
| 5.    | HSG Wissenschaft Halle | 2:8    |
| 6.    | Fortschritt Glauchau   | 2:8    |